# Similisella
Similisella es un género de foraminífero bentónico normalmente considerado un subgénero de Endothyra, es decir, Endothyra (Similisella) de la subfamilia Endothyrinae, de la familia Endothyridae, de la superfamilia Endothyroidea, del suborden Fusulinina y del orden Fusulinida. Su especie tipo es Endothyra (Similisella) similis. Su rango cronoestratigráfico abarcaba desde el Tournasiense hasta el Viseense (Carbonífero inferior).

## Discusión
Clasificaciones más recientes incluyen Similisella en el suborden Endothyrina, del orden Endothyrida, de la subclase Fusulinana de la clase Fusulinata.

## Clasificación
Similisella incluye a la siguiente especie:
- Similisella similis †, también considerado como Endothyra (Similisella) similis